# Ángela Cervantes Sorribas
Ángela Cervantes Sorribas (Barcelona, 2 de gener de 1993) és una actriu de cinema i televisió catalana. Forma part del repartiment de la sèrie de TV3 Com si fos ahir, des de la primera temporada el 2017, amb el paper d'Anna. El 2019 va tenir un paper secundari a la sèrie de Movistar+ Vida perfecta; amb el personatge de Ro, hi va actuar durant tres episodis de la primera temporada.
La pel·lícula Chavalas (2021), de Carol Rodríguez Colás, va ser el seu primer llargmetratge. El paper de Soraya va valer-li el premi Gaudí a la millor actriu secundària i la nominació al premi Goya a la millor actriu revelació. El mateix any va posar-se en el paper de Victoria a la cinta Donde caben dos, mentre que el 2022 participa en les pel·lícules La maternal, de Pilar Palomero; i Un novio para mi mujer, de Laura Mañà, amb el personatge de Sara.
És germana del també actor Álvaro Cervantes.

## Filmografia

### Cinema
Informació actualitzada per un bot. Els canvis manuals es perdran quan s'actualitzi!
| Any          | Títol                  | Direcció                | Dades a Wikidata              |
| ------------ | ---------------------- | ----------------------- | ----------------------------- |
| 2021         | Donde caben dos        | Paco Caballero          | Modifica les dades a Wikidata |
| 2021         | Xavales                | Carol Rodríguez i Colás | Modifica les dades a Wikidata |
| 2022         | La maternal            | Pilar Palomero          | Modifica les dades a Wikidata |
| 2022         | Un novio para mi mujer | Laura Mañá i Alvarenga  | Modifica les dades a Wikidata |
| 2024         | Valenciana             | Jordi Núñez             | Modifica les dades a Wikidata |
| 2025         | Lo que queda de ti     | Gala Gracia             | Modifica les dades a Wikidata |
| 2025-03 2025 | La furia               | Gemma Blasco            | Modifica les dades a Wikidata |

### Televisió
Informació actualitzada per un bot. Els canvis manuals es perdran quan s'actualitzi!
| Any       | Títol            | Direcció                                                                              | Dades a Wikidata              |
| --------- | ---------------- | ------------------------------------------------------------------------------------- | ----------------------------- |
| 2017–     | Com si fos ahir  | Sònia Sánchez                                                                         | Modifica les dades a Wikidata |
| 2019–2019 | Vida perfecta    | Leticia Dolera Ginesta Guindal Forgas Elena Martín i Gimeno Lucía Alemany Irene Moray | Modifica les dades a Wikidata |
| 2025–2025 | El mal invisible | Marta Pahissa                                                                         | Modifica les dades a Wikidata |

## Premis i nominacions
Premis Goya
| Any  | Categoria               | Pel·lícula | Resultat |
| ---- | ----------------------- | ---------- | -------- |
| 2022 | Millor actriu revelació | Chavalas   | Nominada |

Medalles del Cercle d'Escriptors Cinematogràfics
| Any  | Categoria               | Pel·lícula | Resultat |
| ---- | ----------------------- | ---------- | -------- |
| 2022 | Millor actriu revelació | Chavalas   | Nominada |

Premis Gaudí
| Any  | Categoria                | Pel·lícula  | Resultat   |
| ---- | ------------------------ | ----------- | ---------- |
| 2022 | Millor actriu secundària | Chavalas    | Guanyadora |
| 2023 | Millor actriu secundària | La maternal | Guanyadora |